# Alan Henderson Gardiner
Pour les articles homonymes, voir Gardiner.
Sir Alan Henderson Gardiner, né le 29 mars 1879 à Eltham et mort le 19 décembre 1963 à Oxford, est un égyptologue britannique considéré, avec James Henry Breasted, Adolf Erman, Hermann Grapow, Gustave Lefebvre et Kurt Heinrich Sethe, comme l’un des plus éminents spécialistes de la discipline au XXe siècle depuis les avancées considérables de Jean-François Champollion, père de l'égyptologie moderne.

## Biographie

### Enfance et études
Sir Alan Henderson Gardiner est né le 29 mars 1879 à Eltham, en Angleterre.
Il est le fils de Henry John Gardiner (1843–1940), directeur puis président de la compagnie de textile Bradbury, Greatorex & Co, et de son épouse Clara Elizabeth Honey ( ?-1879) qui meurt alors qu'il est enfant. Il a un frère aîné, le compositeur Balfour Gardiner.
Il développe très tôt un intérêt pour l’Égypte antique et écrit son premier article sur le sujet en 1895, alors qu'il n'a que quinze ans. Admirateur de Gaston Maspero, il suit les cours de celui-ci au Collège de France pendant un an en 1895.
En 1897, il intègre le Queen's College à Oxford où il étudie l'hébreu et l'arabe. Il termine ses études en 1901.

### Mariage et descendance
Il rencontre à Paris, en 1896, Hedwig von Rosen ( ?-1964), fille de Alexander von Rosen, conseiller du roi de Hongrie qu'il épouse à l'automne 1901.
Ils ont trois enfants : une fille, Margaret Gardiner (1904-2005), artiste et deux fils, Henry Rolf Gardiner (1902-1971), militant écologiste et John, né dix ans plus tard.
Il a plusieurs petits-enfants, dont :
- Martin Bernal (1937-2013), professeur émérite de l'Université Cornell ;
- John Eliot Gardiner (1943- ), chef d'orchestre.

## Travaux
Sa grammaire du moyen égyptien, au modeste sous-titre d’Introduction à l’étude de hiéroglyphes, forma toute une génération d’étudiants. En 1940, Gustave Lefebvre rendit hommage à l’auteur en ces termes :
« C’est à l’Egyptian Grammar de Gardiner qu’il faudra encore longtemps se reporter, quand on voudra se rendre compte, dans le détail, de l’origine, de l’emploi et de l’infinie variété des formes verbales, ou étudier dans leur évolution les différentes valeurs des signes hiéroglyphiques. (…)  Rien ne saurait pour le moment remplacer cette véritable Somme égyptologique. »
Quoiqu’elle soit aujourd’hui contestée sur sa partie verbale, la Egyptian Grammar, avec sa liste des signes hiéroglyphiques les plus fréquents (cf. classification des hiéroglyphes), reste indéniablement l’ouvrage de référence. La grammaire est aussi un chef-d’œuvre de didactique, indispensable à quiconque veut aborder l’égyptien classique.
Gardiner fut également historien. En 1961, il fit paraître Egypt of the Pharaohs – An Introduction, ouvrage qui couvre en fait toute l’histoire de l’Égypte antique.
Les autres publications de ce grand égyptologue s’adressent plutôt au spécialiste, notamment Notes on the Story of Sinuhe, Admonitions of an Egyptian Sage, Ancient Egyptian Onomastica, Ramesside Administrative Documents ou encore son étude sur le Canon royal de Turin.
Gardiner, en 1916, déchiffra l'alphabet protosinaïtique dont étaient couverts des objets découverts un peu partout dans le Sinaï.

## Publications

### Publications en linguistique générale
- (en) « Some Thoughts on the Subject of Language », Man, vol. 19,‎ janvier 1919, p. 2-6 (lire en ligne)
- (en) « The Definition of the Word and the Sentence », The British Journal of Psychology, vol. 12,‎ avril 1922, p. 352–361 (lire en ligne)
- (en) The Theory of Speech and Language, Greenwood Press Reprint, [1932] 1979, 348 p. (ISBN 978-0313209871)
- (en) The Theory of Proper Names : A Controversial Essay, Oxford University Press, [1940] 1957

### Publications sur l'Égypte antique
- The Reign of Amen-em-hat I, Biblia, 7, 1895
- Egyptian Grammar. Being an Introduction to the Study of hieroglyphs [détail des éditions]
- The Admonitions of an Egyptian Sage from a Hieratic Papyrus in Leiden (Pap. Leiden 334 recto), Leipzig, 1909 (réimpression Hildesheim - Zurich - New York, 1990).
- Notes on the story of Sinuhe, Paris, Librairie Honoré Champion, 1916 (Lire en ligne, Kelvin Smith Library).
- Avec N. de G. Davies, The tomb of Antefoker, vizier of Sesostris I, and of his wife Senet no 60, no 2, The Theban Tombs series, G. Allen & Unwin, Londres, 1920.
- Ancient Egyptian Onomastica. Vol. I—III, Londres, 1947.
- The Ramesseum papyri, plates, C.Batey, Oxford, 1955.
- Avec J. Černý, Hieratic ostraca, 1, Oxford university press, C. Batey, Oxford, 1957.
- Egypt of the pharaos, Oxford, 1961 (et posthume 1964).
- The admonitions of an Egyptian sage from a hieratic papyrus in Leiden {pap. Leiden 344 recto}, Georg Olms, Hildesheim, (posthume) 1969.
- Avec A. Erman et F. Vogelsang, Literarische Texte des Mittleren Reiches, 1, Die Klagen des Bauern, no 4, Hieratische Papyrus aus den königlichen Museen zu Berlin, Z.D.D.R, Leipzig, (posthume) 1970.
- Avec A. Erman, Literarische Texte des Mittleren Reiches, 2, Die Erzählung des Sinuhe und die Hirtengeschichte, no 5, Hieratische Papyrus aus den königlichen Museen zu Berlin, Z.D.D.R, Leipzig, (posthume) 1970.